# Barbara Mundel
Barbara Mundel (* 13. Januar 1959 in Hildesheim) ist eine deutsche Regisseurin. Sie ist seit Beginn der Spielzeit 2020/21 Intendantin der Münchner Kammerspiele.

## Beruflicher Werdegang
Barbara Mundel studierte nach dem Abitur an der Ludwig-Maximilians-Universität München, der FU Berlin und der Universität Frankfurt am Main Neuere deutsche Literatur, Kunstgeschichte und Theaterwissenschaft. In der Spielzeit 1979/80 war sie parallel zum Studium an der Landesbühne Hannover und von 1986 bis 1988 am Bayerischen Staatsschauspiel als Regieassistentin tätig. Zwischen 1988 und 1993 brachte sie als Dramaturgin und Regisseurin am Theater Basel ihre ersten eigenen Inszenierungen auf die Bühne. Als Dramaturgin war sie von 1995 bis 1999 im Leitungsteam der Volksbühne Berlin unter Frank Castorf tätig.
Von 1999 bis 2004 war sie Direktorin des Luzerner Theaters. Sie wurde tituliert als die „gelobte, ungeliebte Fremde“. Eine Berufung zur Intendantin der Kölner Oper ab 2005 scheiterte im letzten Moment; der damalige Kölner Oberbürgermeister Fritz Schramma machte finanzielle Gründe geltend. Anschließend war sie Chefdramaturgin an den Münchner Kammerspielen unter Frank Baumbauer, und seit 2006 war sie Intendantin am Theater Freiburg. Mehrmals wurde ihr Vertrag verlängert, zuletzt bis Sommer 2017. Danach sollte sie auf Bitten der Stadt die Feier zum 900-jährigen Stadtjubiläum 2020 kuratieren, allerdings scheiterte das von ihr vorgelegte Konzept im Gemeinderat.
Mundel war nach ihrer Tätigkeit in Freiburg als Dramaturgin für das internationale Festival Ruhrtriennale tätig. Am 20. September 2018 wurde bekannt, dass sie Nachfolgerin von Matthias Lilienthal als Intendantin der Münchner Kammerspiele werden soll. Sie ist die erste Frau in dieser Funktion bei den Münchner Kammerspielen. Im Mai 2020 stellte Mundel, die aufgrund der Corona-Krise kein gewöhnliches Mediengespräch stattfinden lassen konnte, mit Hilfe von digitalen Avataren die Pläne für ihre erste Spielzeit 2020/2021 in München vor. Im Juli 2022 wurde ihr Vertrag bei den Münchner Kammerspielen bis zum Ende der Spielzeit 2027/28 verlängert.